# Communauté de communes du Pays d'Autrey
La communauté de communes du Pays d'Autrey (CCPA) est une ancienne communauté de communes française située dans le département de la Haute-Saône en France.
Fondée sous le nom de communauté de communes des quatre vallées, elle a pris son nom actuel en septembre 2008, et a fusionné avec une autre intercommunalité pour former, le 1er janvier 2013, la communauté de communes Val de Gray.

## Historique
Créée par un arrêté préfectoral du 31 décembre 1994 sous la dénomination de communauté de communes des quatre vallées et regroupant à l'origine Autrey-lès-Gray, Broye-les-Loups-et-Verfontaine et Fahy-lès-Autrey, l'intercommunalité a pris son nom actuel en 2008, année marquée par l'adhésion des 11 petites communes d'Attricourt, Auvet, Bouhans-et-Feurg, Chargey-lès-Gray,, Écuelle, Essertenne-et-Cecey, Lœuilley, Mantoche, Oyrières, Poyans, et Vars.
L'article 35 de la loi no 2010-1563 du 16 décembre 2010 « de réforme des collectivités territoriales » prévoyait d'achever et de rationaliser le dispositif intercommunal en France, et notamment d'intégrer la quasi-totalité des communes françaises dans des EPCI à fiscalité propre, dont la population soit normalement supérieure à 5 000 habitants.
Dans ce cadre, le schéma départemental de coopération intercommunale (SDCI) approuvé par le préfet de Haute-Saône le 23 décembre 2011 a prévu la fusion de cette petite intercommunalité avec l'ancienne communauté de communes du Pays de Gray pour former l'actuelle communauté de communes Val de Gray, à laquelle sont également rattachées les communes de Chargey-lès-Gray, Onay, Velesmes-Échevanney.
Cette fusion est décidée créée par un arrêté préfectoral du 27 décembre 2012, qui a pris effet le 1er janvier 2013,, et qui intègre également les communes de Chargey-lès-Gray, Onay, Velesmes-Échevanney, ce qui porte à 37 le nombre de communes associées.

## Territoire communautaire

### Géographie
L'intercommunalité était située en Haute-Saône, à 11 kilomètres de Gray.

### Composition
L'intercommunalité regroupait les 14 communes suivantes, soit une population totale (au sens de l'INSEE) de 3 933 habitants au recensement de 2009 :  
Communes fondatrices
- Autrey-lès-Gray (410 habitants en 2013)
- Broye-les-Loups-et-Verfontaine (108 habitants en 2013)
- Fahy-lès-Autrey (110 habitants en 2013)

Communes membres depuis 2008
- Attricourt - 41 hab
- Auvet-et-la-Chapelotte - 266 hab
- Bouhans-et-Feurg - 239 hab
- Chargey-lès-Gray - 615 hab
- Écuelle - 87 hab
- Essertenne-et-Cecey - 337 hab
- Lœuilley - 103 hab
- Mantoche - 511 hab
- Oyrières - 450 hab
- Poyans - 138 hab
- Vars - 190 hab

## Organisation

### Siège
L'intercommunalité avait son siège à Bouhans-et-Feurg, 34 bis grande rue.

### Liste des présidents
L'intercommunalité était administrée par un conseil communautaire constitué de délégués élus en leur sein par les conseils municipaux des communes membres.
| Période                                  | Période          | Identité         | Étiquette | Qualité                                                                          |
| ---------------------------------------- | ---------------- | ---------------- | --------- | -------------------------------------------------------------------------------- |
| Les données manquantes sont à compléter. |                  |                  |           |                                                                                  |
| ?                                        | 31 décembre 2012 | Yvonne Corvisier |           | Maire d'Écuelle (2001 → 2014) Vice-présidente de la CC Val de Gray (2013 → 2014) |

### Compétences
L'intercommunalité exerçait les compétences qui lui avaient été transférées par les communes membres, dans les conditions fixées par le code général des collectivités territoriales. Il s'agissait de : 
- Aménagement de l’espace : aménagement de pôles touristiques ; création et aménagement de zones d’aménagement concerté ; réalisation de tous document d’urbanisme ; études et aides à la création d’hébergements touristiques.
- Développement économique : réflexions pour la réalisation d’actions de développement économique ; aides indirecte pour favoriser l’implantation des entreprises.
- Protection et mise en valeur de l’environnement : création et aménagement de sentiers de randonnée, mise en place de plans relatifs à l’environnement et au cadre de vie, aide au fleurissement, collecte et traitement des ordures ménagères.
- Politique du logement et du cadre de vie : études, construction, entretien et fonctionnement d’équipements scolaires, culturels et sportifs de toute nature ; étude et aides indirectes pour la réhabilitation et la rénovation de tous logements.

### Régime fiscal et budget
La Communauté de communes était un établissement public de coopération intercommunale à fiscalité propre.
Afin d'assurer la réalisation de ses compétences, la communauté de communes percevait une fiscalité additionnelle aux impôts locaux des communes, sans fiscalité professionnelle de zone et sans fiscalité professionnelle sur les éoliennes.
Afin de financer ce service, elle collectait une redevance d'enlèvement des ordures ménagères (REOM) et une taxe d'enlèvement des ordures ménagères  (TEOM).